# Gare de Shadwell
Pour les articles homonymes, voir Shadwell.
Shadwell (en anglais : Shadwell railway station), est une gare ferroviaire établie sur l'East London line. Elle  est située sur la Cable Street, à Shadwell (en) dans le borough londonien de Tower Hamlets sur le territoire du Grand Londres.
C'est une gare, de Network Rail et Transport for London, du réseau de trains de banlieue London Overground exploitée par Arriva Rail London. Elle est en correspondance, moins de 100 mètres à pied, avec la station Shadwell de la ligne Docklands Light Railway du métro de Londres.

## Situation ferroviaire
Située en souterrain, la gare de Shadwell est établie sur l'East London line du réseau de trains de banlieue London Overground, entre les gares : de Whitechapel, en direction de Dalston Junction, et de Wapping, en direction de West Croydon ou de Crystal Palace.
La gare dispose des deux voies de la ligne qui desservent chacune un quai latéral.

## Histoire

### Gare de l'East London Railway
La gare de Shadwell est mise en service le 10 avril 1876 par l'East London Railway lorsqu'elle ouvre sa ligne éponyme. Elle est alors desservie par les trains du District Railway. À partir du 1er octobre 1884 c'est la Metropolitan Railway qui assure la desserte. Elle est renommée Shadwell & St. George-in-the-East le 1er juillet 1900, avant de retrouver son nom d'origine Shadwell en 1918.

### Gare du réseauLondon Overground
Fermée en 2007, la gare est remise en service le 27 avril 2010 pour un « preview service » avant d'être totalement desservie par les circulations de trains de banlieue du nouveau réseau London Overground à partir du 23 mai 2010.